# بريد سريع

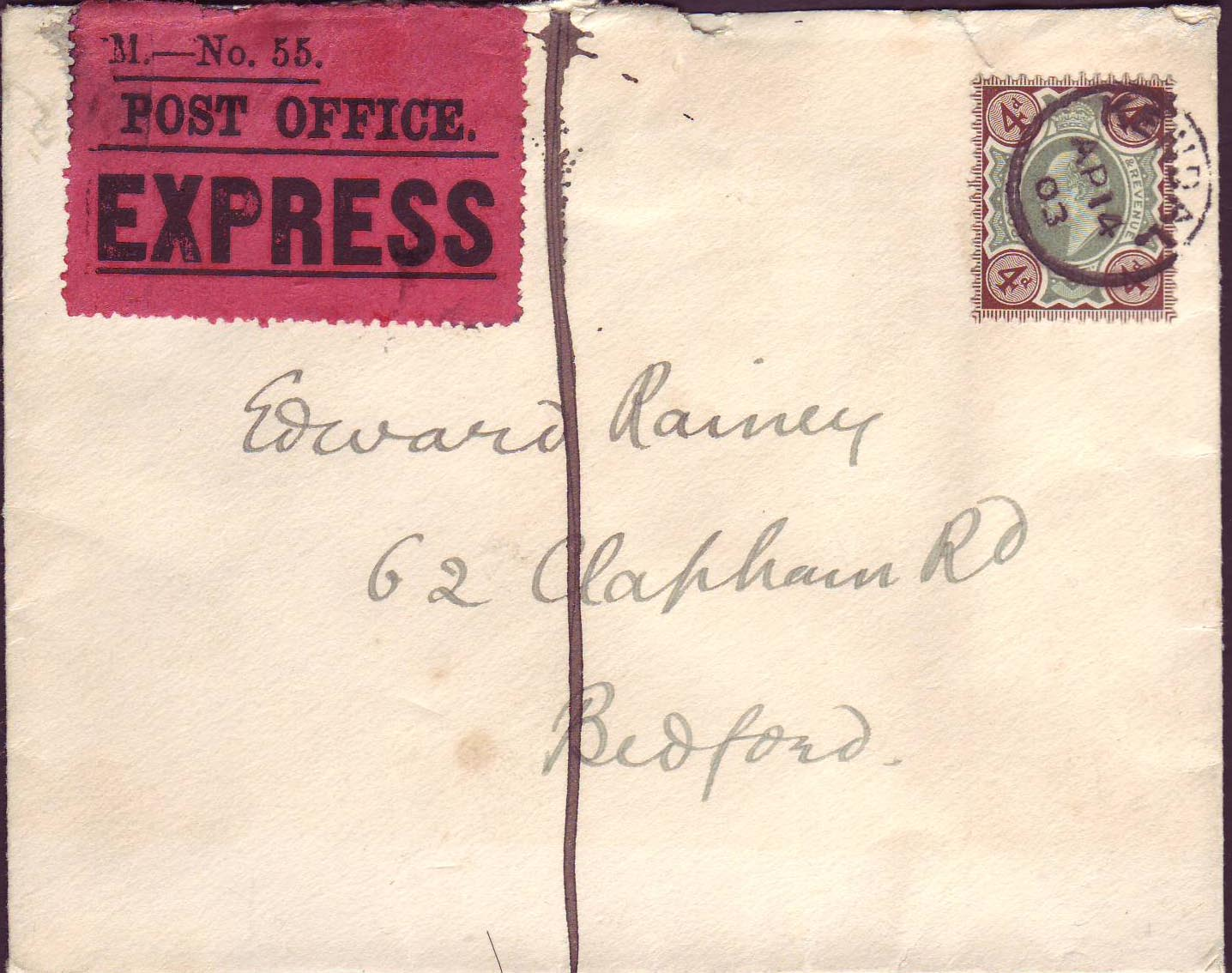

البريد السريع هو خدمة بريدية خاصة لنقل وتسليم الطرود والرسائل البريدية والشرائط الصوتية والاسطوانات والعينات الطبية والصناعية وكل ما يمكن نقلهE بشكل قانوني، بشكل أسرع من البريد العادي الذي تقوم بهِ الحكومات. كما أن رسومه أعلى من رسوم البريد العادي، وتعمل شركات البريد السريع على توفير خدمة البريد السريع على كل من المستويين المحلي والدولي. كما قد تقوم معظم شركات النقل البريدي السريع بشحن البضائع العالية الأوزان بين دول وأخرى وقد تختلف التعرفة المالية بين كل دولة وأخرى، وهنا يؤخذ في الاعتبار كل زيادة في الوزن ومصاريف الجهات المختصة بتحليل المواد الطبية والغذائية، ونوع خدمة التوصيل والرسوم الجمركية..إلخ.
وقد تميزت خدمة البريد السريع وأشتهرت بعض شركاتها العالمية حتى أصبح اسمها مرادفاً للخدمة التي يقدمونها، فبدلاً من ذكر كلمة البريد السريع في الحوار العادي يذكر اسم (دي إتش إل) على سبيل المثال، كما تبنت هيئات البريد الحكومية خدمة البريد السريع نظراً لما يتميز به من السرعة التي هي من أهم مميزات العصر الحديث.

## عوامل سرعة خدمة البريد السريع
- أهم العناصر هو توافر أساطيل السيارات والشاحنات وحتى أساطيل الطائرات التي تطير في رحلات يومية لنقل الطرود والرسائل بدلاً من انتظار رحلات الطيران المنتظمة.
- اختلاف نظام تداول الرسائل البريدية عن نظام هيئات البريد العادية.
- تكليف بعض الأفراد المسافرين على توصيل البريد السريع لقاء أجر يمنح لهم لنقل البريد.

## نظام الشحن بالبريد السريع
- لا يعتمد النظام على طوابع البريد، وانما يعتمد على نظام بوالص الشحن.

## كيفية احتساب رسوم البريد السريع
تحتسب قيمة الرسالة بنظام الشرائح فيما يختص بالوزن، أي أن وزن الرسالة بوزن 500 غرام فأقل تحتسب بالقيمة العادية، أما ما هو فوق ذلك يدخل في تعريفة أخرى. كما أن المعتاد أن تصل الرسائل خلال 24 ساعة، إلا أنه في بعض الأحيان على المستوى المحلي، يطلب توصيل الرسالة في نفس اليوم، فيكون لذلك رسوم خاصة، ذلك لأن الشركة في هذه الحال ترسل مندوباً خاصاً لتلك الرسالة فقط، ولذلك فهي خدمة خاصة.

## البريد السريع المحلي
يقوم البريد السريع على المستوى المحلي بنقل الوثائق الهامة والطرود من الأفراد والهيئات. كما تستخدمه الشركات في توزيع بطاقات الدعوة للحفلات الرسمية والمراسلات اليومية بين عدة أماكن.
تقوم الشركات التي يتطلب عملها المراسلات اليومية توقيع عقود مع شركات البريد السريع تشتري بمقتضاها الشركات عدد من قسائم الرسوم المدفوعة مسبقاً قيمة كل منها نصف كيلو غرام مدفوعة، وتدخل في نطاق هذا الوزن حتى الورقة العادية مادامت داخل الظرف البريدي المميز والخاص بالشركة، وما زاد عن ذلك يرفق بالرسالة قسيمتين أو أكثر حسب الوزن المرسل، ثم يتم الاتصال بمندوب الشركة الذي يحضر في مواعيد منتظمة لجمع الرسائل وتسليمها ان كان عنوان المرسل اليهِ ضمن منطقة خدمته.
وفي حال

## الخدمات اللوجستية البريدية
بالنسبة لشركات البريد السريع التي يوجد لديها قسم للعمليات، تقوم بعض الشركات بالخدمات البريدية اللوجستية حسب طلب العملاء، ومنها:
- إعداد الرسائل نفسها (من ترتيب ووضع في الأظرف ووضع ملصقات الأسماء والعناوين والفرز والتوزيع حسب المناطق) قبل ارسالها حسب القوائم البريدية التي ترسلها الشركات العميلة في حالة توزيع المنشورات الدورية أو الهدايا الترويجية مثل : الباقات الترحيبية والمجلات والدوريات للمشتركين وصولاً إلى فواتير الهواتف الجوالة في بعض الأحيان. وبالطبع يتم احتساب الرسوم الاجمالية لكل رسالة في هذه الحالة إضافة إلى رسوم البريد المعتادة.

## شركات البريد السريع العالمية
هناك العديد من الشركات الكبرى ومنها
- (تي إن تي (TNT)
- دي إتش إل (DHL)
- يو بي إس (UPS)
- فيديكس (Fedex)
- EMS (بريد سريع)

- (بلينك اكسبريس) خدمات البريد السريع في الإمارات العربية المتحدة (دبي) Blink Express - Courier Serveces
- سكاى نت (sky net)
- ارامكس (ARAMEX)
- (ســكاي اكــسبرس (skyexpresseg.com) (SKY EXPRESS)